# Skavsjön, Medelpad
Skavsjön är en sjö i Timrå kommun i Medelpad och ingår i Indalsälvens huvudavrinningsområde. Sjön har en area på 0,175 kvadratkilometer och ligger 179,8 meter över havet. Sjön avvattnas av vattendraget Fjälsbäcken.

## Delavrinningsområde
Skavsjön ingår i det delavrinningsområde (694246-158659) som SMHI kallar för Utloppet av Skavsjön. Medelhöjden är 201 meter över havet och ytan är 2,1 kvadratkilometer. Det finns inga avrinningsområden uppströms utan avrinningsområdet är högsta punkten. Fjälsbäcken som avvattnar avrinningsområdet har biflödesordning 2, vilket innebär att vattnet flödar genom totalt 2 vattendrag innan det når havet efter 11 kilometer. Avrinningsområdet består mestadels av skog (75 procent). Avrinningsområdet har 0,18 kvadratkilometer vattenytor vilket ger det en sjöprocent på 8,4 procent.